# Síndrome de Fregoli
Síndrome de Fregoli, também chamada de ilusão de Fregoli, delírio de Fregoli ou até mesmo ilusão de duplas, é um raro distúrbio em que o paciente detém um delírio de que diferentes pessoas são de fato uma única pessoa que muda de aparência ou está disfarçada. A síndrome pode estar relacionada a uma lesão cerebral e muitas vezes possui sintomas de natureza paranoica, com a pessoa delirante acreditando estar sendo perseguida pela pessoa que acredita estar disfarçada.
A pessoa com este delírio também pode lembrar vagamente de lugares, objetos e eventos. Este distúrbio pode ser explicado por "nós associativos", que servem como ligações biológicas de informações sobre outras pessoas com uma face familiar e específica (para o paciente). Isso significa que, para qualquer face que seja semelhante a uma face reconhecível, o paciente se lembrará dessa face como a pessoa que conhece.
A síndrome de Fregoli é classificada tanto como um delírio monotemático, uma vez que abrange apenas um tópico ilusório, quanto como uma síndrome ilusória de falsa identificação (DMS), uma classe de crenças delirantes que envolve a identificação errônea de pessoas, lugares ou objetos. Como o delírio de Capgras, os psiquiatras acreditam que isso está relacionado a uma quebra na percepção facial normal.

## Sinais e sintomas
Considerada uma das síndromes menos conhecidas no contexto de falsa identificação delirante, na qual o paciente apresenta uma crença delirante na existência de um perseguidor que assume qualquer aparência nas diferentes alturas. A principal característica é a necessidade do paciente em enxergar através da aparência exterior e, como consequência, identificando a pessoa que creem estar perseguindo-o.

## Prováveis causas

### Tratamento com levodopa
A levodopa, também conhecida como L-Dopa, é o fármaco precursor de várias catecolaminas, especificamente da dopamina, epinefrina e noradrenalina, utilizado clinicamente para tratar a doença de Parkinson e a distonia responsiva à dopamina. Estudos clínicos demonstraram que o uso de levodopa pode levar a alucinações visuais e delírios. Na maioria dos pacientes, os delírios eram mais evidentes do que as alucinações. Com o uso prolongado de levodopa, os delírios ocupam quase toda a atenção do paciente. Em estudos experimentais, quando a concentração de levodopa diminui, o número de delírios relatados também diminui. Concluiu-se que os delírios relacionados aos medicamentos antiparkinsonianos são uma das principais causas da síndrome de Fregoli.

## Tratamento
Uma vez identificada positivamente, segue-se a farmacoterapia. As drogas antipsicóticas são as pioneiras no tratamento deste delírio e de outras DMSs. Além dos antipsicóticos, anticonvulsivantes e antidepressivos que também são prescritos em alguns cursos de tratamento. Caso um paciente apresenta outros distúrbios psicológicos, o tratamento geralmente resulta no uso de trifluoperazina.

## Histórico
A condição é nomeada em homenagem ao ator italiano Leopoldo Fregoli, que era conhecido por sua capacidade de fazer rápidas mudanças de aparência durante suas atuações no palco.
P. Courbon e G. Fail relataram pela primeira vez a condição em um artigo de 1927 (Syndrome d'illusion de frégoli et schizophrénie). Eles descreveram uma mulher de 27 anos que morava em Londres e que acreditava estar sendo perseguida por dois atores que costumava ver no teatro. Ela acreditava que essas pessoas a perseguiam de perto, assumindo a forma de pessoas que conhecia.

### Relação com as síndromes de falsa identificação delirante
As síndromes de falsa identificação delirante (DMS) estão enraizadas na incapacidade de registrar a identidade de algo, seja um objeto, evento, lugar ou até mesmo uma pessoa. Existem várias formas de DMS, como a síndrome dos duplos subjetivos, intermetamorfose, síndrome de Capgras além da síndrome de Fregoli. No entanto, todas essas várias síndromes têm um denominador comum: todas são devidas ao processamento de familiaridade disfuncional durante o processamento da informação. As síndromes mais comuns são Capgras e Fregoli. o delírio de Capgras é a crença ilusória de que um amigo, membro da família, etc., foi substituído por um impostor idêntico. Outros pontos em comum entre essas síndromes são que eles são discriminatórios em quais objetos são identificados erroneamente. Por último, a hiperatividade da dopamina é evidente em todas as DMSs e, portanto, todas as síndromes utilizam medicamentos antipsicóticos para ajudar a controlá-la.

### Coexistência das síndromes de Capgras e Frégoli
As quatro síndromes de falsa identificação delirante são: a síndrome dos duplos subjetivos, intermetamorfose, Capgras e Fregoli. Delas, a síndrome de Fregoli é a menos frequente, seguida por Capgras. Sendo assim, a coexistência destas é raridade. A coexistência de DMSs é melhorada quando combinada com outros distúrbios mentais, como esquizofrenia, transtorno bipolar e outros transtornos do humor. Os sintomas de despersonalização e desrealização geralmente se manifestam em pacientes que exibem dois delírios de identificação incorreta. No entanto, esses sintomas foram presenciados quando as DMSs coexistentes são totalmente desenvolvidas.